# Achatamiento

Un círculo de radio a comprimido en una elipse.

Una esfera de radio a comprimida en un esferoide oblato.

En geometría, el achatamiento (o elipticidad) es la medida de compresión de un círculo o una esfera a lo largo de su diámetro para formar una elipse o un elipsoide de revolución (esferoide). La notación usual para el achatamiento es f y su definición en términos de los semiejes de la elipse o elipsoide resultante es
{\displaystyle \mathrm {achatamiento} =f={\frac {a-b}{a}}.}
El factor de compresión es b/a en cada caso. Para la elipse, este factor es también su relación de aspecto.

## Definiciones
Existen dos variantes de achatamiento, para evitar confusiones, se les llama primer achatamiento, segundo achatamiento y tercer achatamiento.

| (Primer) achatamiento | {\displaystyle f\,\!}            | {\displaystyle {\frac {a-b}{a}}\,\!}   | Fundamental. El inverso 1/f es la elección normal en un sistema de referencia geodésico. |
| Segundo achatamiento  | {\displaystyle f'\,\!}           | {\displaystyle {\frac {a-b}{b}}\,\!}   | Raramente utilizado.                                                                     |
| Tercer achatamiento   | {\displaystyle n\quad (f'')\,\!} | {\displaystyle {\frac {a-b}{a+b}}\,\!} | Utilizado en cálculos geodésicos como parámetro de expansión pequeño.[6]                 |

## Identidades que involucran achatamiento
El achatamiento está relacionado con otras propiedades de la elipse. Por ejemplo:
{\displaystyle {\begin{aligned}b&=a(1-f)=a\left({\frac {1-n}{1+n}}\right),\\e^{2}&=2f-f^{2}={\frac {4n}{(1+n)^{2}}}.\\\end{aligned}}}

## Interpretación planetaria

### Achatamiento polar
Un planeta en rotación tiene una tendencia natural al achatamiento a causa del efecto centrífugo. Matemáticamente, este achatamiento viene dado por:
{\displaystyle f={\mbox{ver}}(o\!\varepsilon )=2\operatorname {sen} ^{2}\left({\frac {o\!\varepsilon }{2}}\right)=1-\cos(o\!\varepsilon )={\frac {a-b}{a}}\approx {\frac {15\pi }{4GT^{2}\rho }};\,\!}
donde {\displaystyle a\,\!} y {\displaystyle b\,\!} son los radios ecuatorial y polar del planeta, respectivamente, y {\displaystyle o\!\varepsilon \,\!} es la excentricidad angular. La aproximación, válida para el caso de un planeta fluido de densidad uniforme, es una función de la constante de gravitación universal {\displaystyle G}, del periodo de rotación {\displaystyle T} y de la densidad {\displaystyle \rho }.

### Valores numéricos planetarios
Para la elipticidad de la Tierra, modelada por el WGS84, los valores definidos son
a (radio ecuatorial): 6.378.137,0 m
1/f (achatamiento inverso): 298,257223563
de donde se deriva
b (radio polar):   6.356.752,3142 m,
de lo que la diferencia entre el semieje mayor y menor es de 21.385 m (esto es solo  0.335% del eje mayor, por lo que una representación de la Tierra en una pantalla de computadora debería ser de 299px por 300px. Dado que sería indistinguible de una esfera de 300px por 300px, las ilustraciones invariablemente deben exageran el achatamiento).
Otros valores en el Sistema Solar son: Júpiter,  f=1/16; Saturno,  f= 1/10, la Luna  f= 1/900. El achatamiento del Sol es menor que 1/1000.

### Origen del achatamiento
En 1687 Isaac Newton publicó los Principia, en donde incluye una prueba de que un cuerpo fluido auto-gravitatorio en rotación que se encuentre en equilibrio, toma la forma de un elipsoide oblato de revolución (un esferoide). La cantidad de achatamiento depende de la densidad y el balance entre la fuerza de gravedad y la fuerza centrífuga.